# Liste der Stolpersteine in Berlin-Britz
Die Liste der Stolpersteine in Berlin-Britz enthält die Stolpersteine im Berliner Ortsteil Britz im Bezirk Neukölln, die an das Schicksal der Menschen erinnern, die im Nationalsozialismus ermordet, deportiert, vertrieben oder in den Suizid getrieben wurden. Die Spalten der Tabelle sind selbsterklärend. Die Tabelle erfasst insgesamt 32 Stolpersteine und ist teilweise sortierbar; die Grundsortierung erfolgt alphabetisch nach dem Familiennamen.
Laut einer Presseerklärung der Anwohnerinitiative „Hufeisern gegen Rechts“ wurden in der Nacht vom 5. zum 6. November 2017 die sieben in der Hufeisensiedlung verlegten Stolpersteine von bisher unbekannten Tätern ausgegraben und entwendet. Dies betrifft die Steine für Stanislaw Kubicki, Hans-Georg Vötter, Wienand Kaasch, Rudolf Peter, Gertrud Seele, Heinrich Uetzfeld und Georg Obst. Nach einer erfolgreichen Spendenaktion wurden diese Stolpersteine im Dezember 2017 ersetzt.
| Bild | Name                          | Standort                 |      | Verlegedatum  | Leben |
| ---- | ----------------------------- | ------------------------ | ---- | ------------- | --- |
|      | Charlotte Adel                | Backbergstraße 23        | Lage | 4. Sep. 2018  | Klara Agnes Dora Charlotte wurde am 7. Dezember 1893 in Berlin-Tempelhof mit dem Mädchennamen Sonntag geboren, ihre Eltern waren der Arbeiter Eugen Sonntag (geb. am 16. April 1862 in Stettin) und Agnes Sonntag (geb. Lehmann am 13. Oktober 1859 in Frankfurt an der Oder). Von Beruf war sie Stenotypistin. Am 26. September 1919 hatte sie in Berlin den Büroassistent Karl Friedrich Wilhelm Adel (geb. am 9. Oktober 1889 in Berlin) geheiratet, diese Ehe ist am 24. Mai 1930 geschieden worden. Seit 1931 war sie Mitglied des Freidenkerverbandes, bekam über ihre Tochter Kontakt zur Sozialistischen Arbeiterpartei Deutschlands (SAPD). 1933 mietete sie eine Wohnung in der Weißenburger Straße 79 im Prenzlauer Berg an, die sie der SAPD als illegale Deckadresse zur Verfügung stellte. Über einen Informanten wurde die konspirative Wohnung von der Gestapo enttarnt. Am 22. August 1933 wurden Charlotte Adel, ihre Tochter Lilli und ein Großteil der Berliner Bezirksleitung der SAPD verhaftet. In der Untersuchungshaft wurden die Gefangenen schwer gefoltert, um weitere Informationen über die illegale Organisation zu erpressen. Charlotte Adel unternahm einen Selbstmordversuch, um weiteren Misshandlungen zu entgehen. Am 1. Dezember 1934 kam es schließlich vor dem Volksgerichtshof zum Prozess. In dem Verfahren gegen Max Köhler und Genossen wurde Charlotte Adel wegen Vorbereitung zum Hochverrat zu 1,5 Jahren Gefängnis verurteilt. Die Haft verbrachte sie im Frauengefängnis Barnimstraße. Nach ihrer Entlassung am 1. März 1935 zog sie nach Britz und wohnte in der Karlstraße 23 (heute Backbergstraße 23). Dort vereinsamte sie, da sich viele Freunde und Bekannte von ihr zurückgezogen hatten. Sie stand als „Politische“ unter ständiger Polizeiaufsicht. Auch ihre Arbeitssuche blieb erfolglos, daher wusste sie oft nicht, wie sie das Nötigste zum Leben aufbringen sollte. Finanzielle Schulden belasteten sie immer mehr. Am 14. Mai 1938 kam Charlotte Adel schließlich zu dem Schluss, dass für sie politisch und privat alles zerstört sei. An diesem Tag nahm sie sich das Leben. Der Stolperstein wurde am 4. September 2018 von der Anwohnerinitiative „Hufeisern gegen Rechts“ verlegt. |
|      | Bruno Altmann                 | Dörchläuchtingstraße 4   | Lage | 26. Nov. 2018 | |
|      | Ruth Elfriede Fischer         | Andreasberger Straße 9   |      | 18. Feb. 2022 | |
|      | Friedrich Gerhart Friedländer | Andreasberger Straße 9   |      | 18. Feb. 2022 | |
|      | Else Grand                    | Rungiusstraße 33         | Lage | 12. Sep. 2008 | Else Grand wurde am 19. Dezember 1893 in Ortelsburg geboren. Zusammen mit ihrer Schwester Johanna entging sie der Deportation nur durch Suizid am 3. November 1941. |
|      | Johanna Grand                 | Rungiusstraße 33         | Lage | 12. Sep. 2008 | Johanna Grand wurde am 31. Dezember 1892 in Ortelsburg geboren. Zusammen mit ihrer älteren Schwester Else beging sie am 3. November 1941 Suizid, um ihrer bevorstehenden Deportation zu entgehen. |
|      | Leon Hirsch                   | Paster-Behrens-Straße 16 |      | 24. Sep. 2022 | 1928 zog der jüdische Verleger-, Buchhändler und Kabarettist Leon Hirsch in die Britzer Hufeisensiedlung. Die neue Wohnstätte in der Moses-Löwenthal-Straße 16 war gleichzeitig Verlag, Buchhandlung und Organisationsbüro für die von ihm ins Leben gerufene und geleitete Kabarettgruppe „Die Wespen“. Während er mit seinen Verlag wenig Erfolg hatte, wurde die politische Kabarettgruppe „Die Wespen“ in den Berliner Arbeitervierteln ein Publikumsmagnet. Künstlerinnen und Künstler wie Erich Weinert, Ernst Busch, Hanns Eisler, Walter Mehring, Erich Kästner, Else Lasker-Schüler, Roda Roda, Karl Schnog sowie Erich Mühsam gehörten zu dem ständig wechselnden Ensemble. Bereits 1932 erklärten die Nationalsozialisten den jüdischen Anarchisten zum „Volksfeind“ und zerschlugen Anfang 1933 die Kabarettgruppe. Leon Hirsch flüchtete im April 1934 ins Schweizer Exil. Erst nachdem zwei Schweizer Antifaschisten seinen Lebensunterhalt garantierten, erhielt er eine Aufenthaltserlaubnis, die aber jegliche Erwerbstätigkeit ausdrücklich ausschloss. In Brissago am Lago Magiore fand Hirsch schließlich eine Bleibe bei dem Antifaschisten Conti Rossini. Nach einem 22-monatigen Krankenhausaufenthalt in Bern verstarb er am 27. Juni 1954 an Leukämie. Begraben liegt er auf dem jüdischen Friedhof in Bern. Der Stolperstein wurde von der Anwohnerinitiative „Hufeisern gegen Rechts“ gespendet. |
|      | Wienand Kaasch                | Parchimer Allee 94       | Lage | 9. Sep. 2017  | Der kommunistische Metallgewerkschafter Wienand Kaasch wurde 1890 in Stolp/Pommern geboren. 1912 trat er der SPD bei, die er 1917 aus Protest gegen die Burgfriedenspolitik verließ. Über die USPD wechselte er 1920 zur KPD. Ab 1922 arbeitete er als hauptamtlicher Funktionär in ihrer Zentrale, u. a. als Leiter der Organisationsabteilung des Zentralkomitees. Ab 1931 wurde er zur Kommunistischen Internationale nach Moskau entsandt, für die er zunächst als Instrukteur in Rumänien und den USA tätig war. Ab Mitte 1932 arbeitete er ein Jahr als Lehrer an der Moskauer Lenin-Schule, danach in der deutschen Sektion der Roten Gewerkschaftsinternationale. Aus dieser Position heraus erhielt er 1935 den Auftrag, als Instrukteur der Bezirksleitung Berlin-Brandenburg illegal nach Deutschland einzureisen. Er sollte in der KPD die Politik der Aktionseinheit propagieren und Kontakte zur SPD knüpfen. Außerdem sollte er für den Aufbau Freier Gewerkschaften werben. Rückblickend muss gesagt werden, dass ihm zu wenig Zeit blieb, um nachhaltige Erfolge zu erzielen. Schon vier Wochen nach dem Beginn seiner Arbeit in Berlin wurde er von den Nationalsozialisten verhaftet und zu 11 Jahren Zuchthaus wegen „Vorbereitung eines hochverräterischen Unternehmens“ verurteilt. Diese Zuchthausstrafe hat er nicht überlebt. Am 19. Januar 1945 ist er aufgrund der unmenschlichen Haftbedingungen im Zuchthaus Luckau verstorben. Wie genau die Faschisten die Gefahr durch ein einheitliches Handeln der Arbeiterbewegung erkannten, sprachen sie in der Urteilsbegründung gegen Kaasch aus. Sein Handeln sei besonders verwerflich, da „es zur Bildung einer für den Bestand des Staates äußerst gefährlichen Einheitsfront führen sollte.“ Die Stolpersteinverlegung wurde gemeinsam von der Berliner IG Metall und der Anwohnerinitiative „Hufeiseisern gegen Rechts“ initiiert. |
|      | Stanislaw Kubicki             | Onkel-Bräsig-Straße 46   | Lage | 29. Nov. 2013 | Der Stolperstein wurde von der Klasse 9c (Schuljahr 2013/14) der Alfred-Nobel-Schule gespendet. Der am 4. Dezember 2017 als Ersatz für den am 6. November 2017 gestohlenen Stolperstein verlegte neue Stein enthält ein falsches Todesjahr (1941 statt 1942) und soll durch eine dritte Fassung ersetzt werden. |
|      | Adolf Mockrauer               | Buschkrugallee 179       | Lage | 16. Juni 2018 | Der am 11. Dezember 1868 in Tost (heute Toszek in Polen) geborene Apotheker Adolf Mockrauer eröffnete 1928 die Albrecht-Dürer-Apotheke in der damaligen Rudower Allee 86, heute Buschkrugallee 179. Er war in seiner Nachbarschaft beliebt und seine Apotheke entwickelte sich schnell zu einer sehr gefragten Einrichtung. 1936 zwangen ihn die Nationalsozialisten seine Apotheke an einen „arischen“ Apotheker zu verpachten, der ihm jedoch die Geschäftsführung weiterhin überließ. Als Neuköllner SA-Männer am 9. November 1938 seine Apotheke zerschlugen und den 70-Jährigen verprügelten, sah Mockrauer sein Lebenswerk zerstört. Ihm gelang die Flucht nach Chile, jedoch hatte ihm das NS-Regime sein gesamtes Vermögen entzogen. Ohne finanzielle Mittel und ohne Spanischkenntnisse gelang es ihm nicht, im Exil Fuß zu fassen. Darüber hinaus traf Mockrauer auch in Chile auf national-sozialistische und antisemitische Haltungen. Ein Neuanfang war für ihn nicht möglich. Im Alter von 71 Jahren nahm er sich am 16. September 1940 das Leben. Der Stolperstein wurde von Neuköllner Bürgern gespendet und seine Verlegung von der Anwohnerinitiative „Hufeisern gegen Rechts“ ausgerichtet. |
|      | Georg Obst                    | Gielower Straße 28       | Lage | 23. Sep. 2016 | Georg Obst wurde am 7. April 1902 in Salzbrunn/Schlesien geboren. Im Jahre 1930 zog er nach Berlin-Britz in die Hufeisensiedlung. Dort heiratete er die Krankenschwester Elisabeth Zimmer. Am 13. Dezember 1933 kam ihr gemeinsamer Sohn Bernd Obst zur Welt. Politisch organisiert war Georg Obst zunächst in der Sozialistischen Arbeiterjugend und später in der SPD. Als diese von den Nationalsozialisten am 22. Juni 1933 verboten wurde, schloss sich Georg Obst einer sozialdemokratischen Widerstandsgruppe an. Er organisierte illegale Treffen, besorgte illegales Material, so z. B. die „Sozialistische Aktion“, und verteilte dieses in Britz. Dora Lösche, nach 1945 Mitglied des Neuköllner SPD-Vorstandes, urteilte über Georg Obst rückblickend: „Wenn einer von den Britzer SPD-Genossen illegal gearbeitet hat, dann Georg Obst.“ Am 7. Februar wurde er von der Gestapo verhaftet und in ihrer Zentrale in der Prinz-Albrecht-Straße 8 einem „verschärften“ Verhör unterzogen. Er sollte seine illegalen Verbindungen nennen. In der Zelle äußerte Georg Obst anschließend gegenüber einem Mithäftling, dass er befürchte, bei weiteren Folterungen nicht mehr schweigen zu können. Als Georg Obst am nächsten Tag erneut zum Verhör geführt wurde, stürzte er sich vom dritten Stock des Treppenhauses, um seine Genossen zu schützen. Elisabeth Obst berichtete von den Foltermerkmalen, die sie am toten Körper ihres Mannes bei ihrem abschließenden Besuch im Leichenschauhaus gesehen hatte. Bei der Stolpersteinverlegung war auch Bernd Obst, Sohn von Georg Obst, anwesend. Der Stolperstein wurde von der Anwohnerinitiative „Hufeisern gegen Rechts“ gespendet. |
|      | Rudolf Peter                  | Gielower Straße 32c      | Lage | 12. Sep. 2008 | Rudolf Peter wurde am 2. Oktober 1889 in Podersam geboren. Er war im Verband der Buchbinder und Papierverarbeiter gewerkschaftlich organisiert. Er lebte ab 1934 in Berlin und arbeitete beim Deutschen Verlag, dem „arisierten“ ehemaligen Ullstein Verlag. Dort gehörte er neben dem Packer August Mikutta zu einer „illegalen“ Gewerkschaftsgruppe der Saefkow-Jacob-Bästlein-Organisation um den Buchbindemeister Wilhelm Selke. Die Gruppe sammelte Geld für den Aufbau der Widerstandsorganisation, sabotierte die Produktion von Nazi-Schriften und verbreitete illegale Schriften, u. a. vom Nationalkomitee Freies Deutschland. So wurden Flugblätter wie „An die Arbeiterinnen und Arbeiter in Berlin“ und „Zehn Fragen an den gesunden Menschenverstand“ in die Bücher des Verlages geschmuggelt. Peter war an der Kontaktaufnahme des sozialdemokratischen Gewerkschaftssekretärs August Imhof mit dem Widerstand beteiligt. Durch Verrat flog die Widerstandsorganisation auf. Selke wurde am 10. August und Peter am 28. August 1944 verhaftet. Vom Volksgerichtshof wurde Selke am 18. Januar 1945 wegen Hochverrat zum Tode verurteilt, Peter erhielt vier Jahre und Mikutta drei Jahre Zuchthaus. Zur Strafverbüßung wurde Peter am 2. Februar 1945 von Potsdam ins Zuchthaus Brandenburg transportiert. Dort wurde Selke am 26. Februar 1945 hingerichtet, Peter kam wenige Tage später am 2. März nach Folter zu Tode. |
|      | Rudolf Rocker                 | Buschkrugallee 246       |      | 12. Juli 2024 | Rudolf Rocker kam am 28. März 1873 in Mainz zur Welt. Früh trat der Buchbinder der sozialdemokratischen Bewegung bei. Wegen seiner antibürokratischen und auf revolutionäre Aktionen drängende Haltung wurde er aus der SPD ausgeschlossen und engagierte sich in anarchistischen Kreisen. Wegen drohender Verhaftung emigrierte er über Paris nach London. Dort traf er 1895 Milly Witkop, mit der er eine lebenslange Gemeinschaft einging. In London entwickelte er sich als ein führender Organisator und Agitator der anarchosyndikalistischen Gewerkschaften und gab mit Milly Witkop u. a. die Zeitschrift des jüdischen Syndikalismus „Arbeiterfreund“ heraus. Als Besitzer eines deutschen Passes wurde Rocker kurz nach Beginn des Ersten Weltkrieges interniert. Erst gegen Ende des Krieges erhielt er eine Ausreisegenehmigung nach Holland. Von dort zog er gemeinsam mit Milly Witkop nach Berlin, wo er an der Gründung der „Freien Arbeiterunion Deutschlands“ (FAUD) beteiligt war. Auch die Gründung der „Internationalen Arbeiter-Assoziation“ (IAA) im Jahr 1922 wäre ohne seine Aktivitäten kaum denkbar gewesen. In der anarchistischen Bewegung trat er entschieden gegen eine Zusammenarbeit mit den marxistischen Teilen der Arbeiterbewegung auf, die er für antirevolutionär und menschenfeindlich hielt. Vor allem der Kampf um die Befreiung der politischen Häftlinge in Sowjetrussland war für ihn ein Schwerpunkt seiner politischen Tätigkeit. Die Kompromisslosigkeit seiner antimarxistischen Haltung erschwerte die Bündnisfähigkeit der FAUD im Kampf gegen den Faschismus und wurde auch nicht von allen anarchistischen Gruppierungen geteilt. Nach seiner Flucht in die USA im Jahr 1933 unterstütze er die spanischen Anarchisten im Kampf gegen den franquistischen Putsch und führte auch während des 2. Weltkrieges den Einsatz für die politischen Häftlinge weltweit fort. Nach der militärischen Zerschlagung des deutschen Faschismus rückte für ihn der Kampf gegen den Sowjetkommunismus ins Zentrum seines politischen Handelns. Mit dieser Haltung isolierte er sich zunehmend von der Mehrheit der anarchistischen Gruppierungen. Am 23. November 1978 ist Rudolf Rocker in Crompord/USA in der Nähe von New York verstorben. Er wurde hier neben seiner Kampfgefährtin Milly Witkop beigesetzt. Der Stolperstein wurde von der Anwohnerinitiative „Hufeisern gegen Rechts“ gespendet. |
|      | Eleonore Rosenthal            | Buschkrugallee 250a      |      | 20. Dez. 2021 | |
|      | Elisabeth „Betzi“ Rosenthal   | Buschkrugallee 250a      |      | 20. Dez. 2021 | |
|      | Elfriede Schaumann            | Talberger Straße 10      | Lage | 28. Aug. 2021 | Die am 19. August 1915 geborene Elfriede Topp wuchs in Neukölln auf. Als Hausangestellte tätig engagierte sie sich in der Wandersparte des Arbeitersportvereins „Fichte Berlin“ und der „Internationalen Arbeiterhilfe“. Nach der Machtübernahme der Nationalsozialisten blieb sie den beiden verbotenen Verbänden treu und beteiligte sich an deren antifaschistischen Aktivitäten. Hier lernte sie auch Werner Schaumann kennen, den sie 1938 heiratete. Während sie sich beruflich zur Chemotechnikerin qualifizierte, arbeitete sie politisch mit ihrem Mann in einer Britzer Widerstandsgruppe mit, die u. a. in der Talberger Straße 10i Auslandssender hörte und die Informationen zur Auseinandersetzung mit der gleichgeschalteten Öffentlichkeit aufbereitete. Am 10. September 1942 wurde sie als Folge der Gefangennahme eines Mitglieds der Britzer Widerstandsgruppe verhaftet. Da sie befürchtete den Vernehmungsmethoden der Gestapo nicht standhalten zu können, nahm sie sich am 14. September 1942 im Polizeigefängnis am Alexanderplatz das Leben. Der Stolperstein wurde von der Anwohnerinitiative „Hufeisern gegen Rechts“ gespendet. |
|      | Werner Schaumann              | Talberger Straße 10      | Lage | 28. Aug. 2021 | Werner Schaumann wurde am 2. Februar 1908 in Berlin als Sohn eines Kaufmannes geboren. Während seines Studiums an der Friedrich-Wilhelm-Universität engagierte er sich in der „Internationalen Arbeiterhilfe“ und trat 1932 der KPD bei. Mit Beginn der Nazi-Herrschaft engagierte er sich im Rahmen der verbotenen IAH, indem er Geldsammlungen zur Unterstützung verfolgter Antifaschisten und deren Familien organisierte. Ab 1936 bildete er in Britz mit ehemaligen IAH-Mitgliedern eine Widerstandsgruppe, die ausländische Sender hörte, Schulungen abhielt und antifaschistische Flugblätter und Zeitungen veröffentlichte. Ende 1941 trennte er sich von dieser Gruppe um Joachim Franke und Karl-Heinz Vötter wegen unterschiedlicher Vorstellungen über die Einhaltung konspirativer Grundsätze. Als Joachim Franke wegen seiner Beteiligung an dem Anschlag auf die Nazi-Propaganda-Ausstellung „Das Sowjetparadies“ von der Gestapo inhaftiert und verhört wurde, gab dieser unter Folter auch den Namen von Werner Schaumann preis. Am 23. Mai 1942 erfolgte die Verhaftung von Werner Schaumann. Fast ein Jahr später, am 11. Mai 1943, wurde er in Berlin-Plötzensee hingerichtet, nachdem ihn der Volksgerichtshof am 5. Februar 1943 wegen Vorbereitung zum Hochverrat und Feindbegünstigung zum Tode verurteilt hatte. Der Stolperstein wurde von der Anwohnerinitiative „Hufeisern gegen Rechts“ gespendet. |
|      | Arthur Schönig                | Buschkrugallee 199       |      | 13. Jan. 2023 | |
|      | Gertrud Seele                 | Parchimer Allee 75       | Lage | 29. Nov. 2012 | * 22. September 1917 in Berlin; † 12. Januar 1945 in Berlin-Plötzensee. Sie war eine Krankenschwester und Fürsorgerin, die sich während der Zeit des Nationalsozialismus für bedrängte jüdische Mitbürger engagierte. Wegen ihrer regimekritischen Haltung wurde sie durch die Nationalsozialisten zum Tode verurteilt und hingerichtet. Der Stolperstein wurde von der Abteilung Hufeisensiedlung der SPD gespendet. |
|      | Werner Steinbrinck            | Onkel-Bräsig-Straße 111  |      | 18. Juli 2025 | Der am 19. April 1917 geborene Neuköllner Arbeiterjunge Werner Steinbrinck musste seinen Schulabschluss an einer Abendschule nachholen, da die Neuköllner Karl-Marx-Schule 1933 von den Nazis aufgelöst wurde. Der von sozialistischen Ideen beeinflusste Steinbrinck schloss sich während seiner Ausbildung zum Chemielaboranten dem bereits illegalen Kommunistischen Jugendverband an, wo er den jüdischen Funktionär Herbert Baum kennenlernte, den er nach der Auflösung des KJVD 1936 vorübergehend aus den Augen verlor. In der Folgezeit beteiligte sich Steinbrinck an mehreren illegalen marxistischen Schulungskreisen und Widerstandszirkeln, u. a. in der Britzer Widerstandsgruppe um Hans-Georg Vötter und Joachim Franke. Bei dem vergeblichen Bemühen, Anschluss an eine zentrale Leitung der illegalen KPD zu finden, traf er Herbert Baum wieder. Gemeinsam mit Joachim Franke entschlossen sie sich im Mai 1942 zu einem Brandanschlag auf die NS-Propagandaausstellung „Das Sowjetparadies“. Die Brandsätze zündeten jedoch nicht. Die drei Protagonisten sowie 8 weitere Beteiligte wurden vier Tage nach dem Anschlag am 22. Mai 1942 verhaftet. Unter Folter erpresste die Gestapo weitere Namen, so dass die Gestapo mehrere Widerstandsgruppen zerschlagen konnte, die mit den am Anschlag Beteiligten in Verbindung gestanden hatten. Am 16. Juli 1942 verurteilte ein Sondergericht Werner Steinbrinck und seine Freundin Hilde Jadamowitz sowie weitere Mitglieder aus den Gruppen um Franke und um Baum zum Tode. Am 18. August 1942 wurde Steinbrinck in der Hinrichtungsstätte Berlin-Plötzensee im Alter von 25 Jahren ermordet. Der Stolperstein wurde von der Anwohnerinitiative „Hufeisern gegen Rechts“ gespendet. |
|      | Isaak Tschemerinskir          | Andreasberger Straße 9   |      | 18. Feb. 2022 | |
|      | Karl Tybussek                 | Jahnstraße 12            | Lage | 29. Nov. 2012 | |
|      | Heinrich Uetzfeld             | Parchimer Allee 7        | Lage | 29. Nov. 2013 | Der Metallgewerkschafter Heinrich Uetzfeld trat 1931 aus der SPD aus und schloss sich der Sozialistischen Arbeiterpartei Deutschlands (SAPD) an. Ihr wesentliches Ziel bestand in der Schaffung einer Einheitsfront aller Arbeiterorganisationen, vor allem unter Einschluss der SPD und KPD, um den erstarkenden Nationalsozialismus wirksam bekämpfen zu können. Nach der Machtübernahme organisierte er zusammen mit Alexander Zimmermann in Neukölln die Untergrundarbeit der SAPD und vertrieb illegale antifaschistische Schriften wie die „Neue proletarische Kampffront“. Im Dezember 1933 wurde Uetzfeld von der Gestapo verhaftet, der es gelungen war einen Brief abzufangen und zu dechiffrieren. Nach einer dreijährigen Zuchthausstrafe nahm Uetzfeld seine Widerstandstätigkeit wieder auf und bemühte sich die inzwischen weitgehend zerschlagenen SAPD-Gruppen wieder aufzubauen. Im März 1940 wurde er erneut verhaftet und in „Schutzhaft“ genommen, die er zunächst im KZ Sachsenhausen verbrachte. Am 16. September 1940 wurde er in das KZ Dachau überstellt. Hier ist er am 24. Februar 1941 als Folge der Haftbedingungen ums Leben gekommen. Der Stolperstein wurde am 29. November 2013 von der damaligen Klasse 8c der Albert-Einstein-Oberschule gespendet. |
|      | Hans-Georg Vötter             | Onkel-Bräsig-Straße 111  | Lage | 29. Nov. 2013 | |
|      | Frida Winckelmann             | Malchiner Straße 47      |      | 12. Okt. 2022 | Die einer bürgerlichen Familie entstammende Frida Winckelmann schloss sich nach ihrer Ausbildung zur Lehrerin noch vor dem 1. Weltkrieg der SPD an, da das schulpolitische Programm der Partei ihren reformpädagogischen Vorstellungen sehr nahekam. Um diese praktisch werden zu lassen, übernahm sie die Leitung eines Landerziehungsheims in Birkenwerder, in dem sozial benachteiligte Kinder im Internatsbetrieb unterrichtet wurden. Darüber hinaus beherbergte sie während des 1. Weltkrieges die Kinder von Sozialdemokraten, die wegen ihrer Kriegsgegnerschaft verfolgt wurden. Gegen Ende des Krieges brach sie mit der SPD, trat dem Spartakusbund bei und engagierte sich während der revolutionären Nachkriegszeit in der Bildungsarbeit der Betriebsrätebewegung. Mehrere Jahre saß sie für die KPD im Thüringischen Landtag, bevor sie 1929 aus der KPD wegen ihrer Kritik an der „Sozialfaschismus-These“ ausgeschlossen wurde. Zurück in Birkenwerder übernahm sie wieder ihre Internatsschule. Gegen den immer stärker werdenden Faschismus gründete sie in der Kleinstadt ein parteiübergreifendes Einheitskomitee gegen den Faschismus und trat der kleinen Sozialistischen Arbeiterpartei (SAPD) bei. Auch nach der Machtübernahme der Nationalsozialisten setzte sie den Kampf gegen die Nazis mit Flugblättern und Zeitschriften fort und gründete mit anderen Antifaschistinnen und Antifaschisten eine Widerstandsgruppe. Im September 1933 wurde Frida Winckelmann von der Gestapo verhaftet und ohne Prozess wegen „kommunistischer Hetze“ in das Frauenkonzentrationslager Moringen als Schutzhäftling inhaftiert. Hier hat sie mit ihrer Erfahrung als Pädagogin den Mithäftlingen Mut gemacht und für diese in den Abendstunden Unterricht organisiert. Im April 1934 wurde Frida Winckelmann aus der Schutzhaft entlassen. Eine Rückkehr nach Birkenwerder wurde ihr verwehrt. So kam sie bei politischen Freundinnen in Britz unter. Nach mehreren Wohnungswechseln fand sie schließlich bei Familie Leistner in der Malchiner Straße 47 ihre letzte Unterkunft. Hier ist sie nach einer langen Krankheit 1943 im Alter von 70 Jahren verstorben. Der Stolperstein wurde von der Anwohnerinitiative „Hufeisern gegen Rechts“ gespendet. |
|      | Milly Witkop                  | Buschkrugallee 246       |      | 12. Juli 2024 | Milly Witkop, geboren am 1. März 1877 in Slotopol/Ukraine, emigrierte Ende des 19. Jahrhunderts aufgrund von Armut und grassierendem Antisemitismus aus der Ukraine nach England. Im Londoner East End kam sie in Kontakt mit anarchistischen Ideen und beteiligte sich führend am Aufbau der anarchosyndikaisten jüdischen Gewerkschaftsbewegung. Während des Ersten Weltkriegs wurde sie 1916 wegen Antikriegsagitation zu einer Gefängnisstrafe verurteilt. Ende 1918 entlassen, zog sie über Amsterdam nach Berlin, um mit ihrem Lebensgefährten Rudolf Rocker die Anarchisten in der deutschen Revolution zu unterstützen. Vor allem die Gründung der „Syndikalistischen Frauenbünde“ gehen programmatisch und praktisch auf Witkop zurück. Aufgrund ihrer antifaschistischen Haltung sowie ihrer jüdischen Herkunft musste sie am Tag nach dem Reichstagsbrand 1933 aus Berlin flüchten. Gemeinsam mit Rocker ließen sie sich in den USA nieder, wo sie sich für die Freilassung politischer Häftlinge – vor allem in der Sowjetunion und den sozialistischen Volksdemokratien – einsetzte. Milly Witkop starb im Alter von 78 Jahren am 23. November 1955 in der Nähe von New York. Der Stolperstein wurde von der Anwohnerinitiative „Hufeisern gegen Rechts“ gespendet. |
|      | Benno Wittenberg              | Buschkrugallee 21        | Lage | 19. Sep. 2013 | |
|      | Erwin Wittenberg              | Buschkrugallee 21        | Lage | 19. Sep. 2013 | |
|      | Hedwig Wittenberg             | Buschkrugallee 21        | Lage | 19. Sep. 2013 | |
|      | Siegfried Wittenberg          | Buschkrugallee 21        | Lage | 19. Sep. 2013 | |
|      | Anna Wurzel                   | Bürgerstraße 57          | Lage | 9. Sep. 2017  | |
|      | Samson Baruch Wurzel          | Bürgerstraße 57          | Lage | 9. Sep. 2017  | |